# جنگ عروس‌ها
جنگ عروس‌ها (انگلیسی: Bride Wars) فیلمی در ژانر رمانتیک کمدی سیاه به کارگردانی گری وینیک و نویسندگی گریگ دی‌پول، جون دایان ری‌فیل و کیسی ویلسون است که در سال ۲۰۰۹ منتشر شد. ان هتوی، کیت هادسن، برایان گرینبرگ و کندیس برگن ستارگان فیلم هستند.
جنگ عروس‌ها در ۹ ژانویه ۲۰۰۹ از سوی فاکس قرن بیستم در سینماها اکران شد. فیلم در گیشه موفق عمل کرد و در برابر بودجه ۳۰ میلیون دلاری، بیش از ۱۱۴ میلیون دلار فروش رفت.

## داستان
اولیویا و اما دو دوست صمیمی هستند که از کودکی یکدیگر را می‌شناسند اما هنگامی‌که برنامه روز عروسی‌شان را در یک روز می‌گذارند، تبدیل به دشمنان هم می‌شوند.

## بازیگران
- کیت هادسون در نقش اولیویا، دوست صمیمی اما و یک وکیل موفق
- ان هتوی در نقش اما، دوست صمیمی اولیویا و معلم مدرسه
- کریس پرت در نقش فلچر، نامزد اما و حسابدار
- استیو هاوی در نقش دنیل، نامزد اولیویا و مدیر صندوق
- برایان گرینبرگ در نقش نیت، برادر اولیویا که عاشق اما است.
- کندیس برگن در نقش ماریون، برنامه‌ریز عروسی
- کریستن جانستون در نقش دب، همکار اما
- مایکل اردن در نقش کوین، دستیار اولیویا
- جون دایان ری‌فیل در نقش آماندا، دوست اولیویا و اما
- کیسی ویلسون در نقش استیسی، یکی از مشتریان ماریون
- جان پنکاو در نقش جان، پدر اما
- دنیس پارالاتو در نقش مربی رقص